# Harveyville
Harveyville – miasto w Stanach Zjednoczonych, w stanie Kansas, w hrabstwie Wabaunsee.